# Палин
Палин (слч. Palín) насељено је мјесто са административним статусом сеоске општине (слч. obec) у округу Михаловце, у Кошичком крају, Словачка Република.

## Становништво
| Година:    | 1994. | 2004.    | 2014.   | 2024.   |
| ---------- | ----- | -------- | ------- | ------- |
| Број људи: | 808   | 894      | 916     | 872     |
| Разлика:   |       | +10,64 % | +2,46 % | -4,80 % |

| Година:    | 2023. | 2024.   |
| ---------- | ----- | ------- |
| Број људи: | 869   | 872     |
| Разлика:   |       | +0,34 % |

Према подацима о броју становника из 2011. године насеље је имало 922 становника.